# Lorraine Richard (productrice)
Pour les articles homonymes, voir Lorraine Richard.
Lorraine Richard est une productrice et scénariste québécoise.

## Filmographie

### Comme productrice
- 1989 : Dans le ventre du dragon
- 1993 : Blanche (série TV)
- 1994 : Craque la vie! (TV)
- 1995 : Eldorado
- 1996 : Marguerite Volant (feuilleton TV)
- 1998 : Le Cœur au poing
- 1998 : Quelque chose d'organique
- 1999 : La Femme du boulanger (TV)
- 1999 : Four Days
- 2000 : César (TV)
- 2000 : La Beauté de Pandore
- 2001 : Rebelles (Lost and Delirious)
- 2001 : Destin (en) (Dice) (feuilleton TV)
- 2002 : Random Passage (feuilleton TV)
- 2002 : Séraphin : Un homme et son péché
- 2004 : Monica la mitraille
- 2004 : CQ2 (Seek You Too)
- 2004 : Geraldine's Fortune
- 2005 : L'Audition

### Comme scénariste
- 1995 : Eldorado de Charles Binamé
- 2002 : Séraphin : Un homme et son péché de Charles Binamé